# Mainichi Shimbun
El Mainichi Shinbun (毎日新聞, Mainichi Shinbun, lit. «Notícies diàries») és un dels diaris més importants del Japó, publicat per The Mainichi Newspapers Co., Ltd (株式会社毎日新聞社, Kabushiki-gaisha Mainichi Shinbunsha).